# Купонные выплаты
Купонные выплаты — это процентные выплаты по облигациям.

## Описание
Когда приобретается облигация, ее покупатель может рассчитывать на получение купонных выплат — периодических выплат, которые осуществляются эмитентом. Большинство корпоративных облигаций и некоторая часть государственных облигаций — купонные. Это означает, что по ним ежегодно выплачивается определенный фиксированный доход, когда срок заканчивается — они погашаются по номиналу. Купонная ставка — это купонная выплата за каждую денежную единицу номинала.
Британская консоль считается одной из самых успешных финансовых облигаций. К концу XVIII века существовало два вида британской консоли. Размер купонных выплат по ним составлял 3 % и 5 % соответственно.
Выпускные долговые обязательства, которые продаются в США, предусматривают выплату процентов каждые 6 месяцев. В случае, если процентная ставка по облигации будет равна 10 %, тогда каждая облигация в 1000 долларов будет приносить два платежа, каждый из которых равен 50 долларов. По среднесрочным векселям выплата процента происходит раз в полгода и в случае погашения, но при условии, что дата погашения не совпадает с датой, когда происходит выплата процента. Есть еще один тип короткого купона, который можно увидеть у новых выпусков. Там процент начинает накапливаться с даты, когда был сделан расчет по сделке.
Выпуск 5 % и 10 % старших векселей Mitchell Energy & Development Corp. был сделан на сумму 100 миллионов долларов. Срок погашения — 15 февраля 1997 года. Процент по этим векселям начислялся с даты расчетов — то есть 27 января, а сами векселя предлагались по номиналу 20 января 1994 года. Выплата процента началась 15 августа 1994 года и происходила каждые 15 февраля и 15 августа.
Первое и пятнадцатое число месяца достаточно часто используют как дату выплаты процентов. Но есть целый ряд выпусков, по которым выплаты происходят в самом конце месяца или в любой другой, нетипичный для таких выплат, день. У John Deere Credit Company есть выпуски с фиксированной ставкой, и они выплачивают проценты по ним 30 апреля и 31 октября. А есть выпуски, по которым выплаты проводятся 1 и 15 числа. У Illinois Bell Telephone есть долговые обязательства, у которых даты процентных платежей — А&022, F&А18, J&D10.
Годовые купоны, по которым происходит только один процентный платеж в год, достаточно часто встречаются на рынках разных стран, но в Соединенных Штатах Америки такие облигации выпускают редко. Такие годовые купоны были у Ford Motor Credit Company и проценты по ним выплачивались раз в год. В 1984 году Wickes Companies Inc. выпустила 12 % годовые обязательства. 31 января 1994 года было датой их погашения. Вначале процент выплачивался 31 января 1986 и в 1987 году, а затем стал выплачиваться каждый 6 месяцев.
Облигации, по которым выплаты процентов происходят чаще, чем дважды в год, выпускаются редко. Известны векселя Chemical Banking Corporation, по которым процент выплачивался каждый квартал. Дата погашения этих векселей — 1 марта 1996 года. Выплаты проводились 10 марта, 10 июня, 10 сентября и 10 декабря.
В августе 1982 года General Motors Acceptance Corporation продала векселя на 60 миллионов долларов. Датой погашения было указано 1 сентября 1997 года. По 12,9 % векселям выплачивался процент 1 марта и 1 сентября, а по 12,5 % векселям выплаты делались первого числа каждого месяца. Первым месяцем выплаты было 1 октября. Те, у кого были 12,5 % векселя, получали во время каждой выплаты 10,4 доллара США на каждую тысячу долларов. Это составляло 125 долларов в год. Те, у кого были 12,9 % векселя, раз в шесть месяцев получали 64,5 доллара. Это составляло 129 долларов в год. Если дни выплаты процентов приходятся на праздники или воскресенья, то выплату делают в ближайший рабочий день. При этом дополнительный процент за отсрочку не начисляют.
Обычно по корпоративным облигациям процент выплачивается чеком. Он выписывается на дату выплаты процентов. Процентный чек отправляют по почте в рабочий день, который идет перед днем выплаты процентов. За 15 дней до даты выплаты, попечитель делает список владельцев облигаций, которые имеют право получить выплату процентов. Такой день называют датой регистрации. Если корпорации из-за своих внутренних проблем не могут произвести вовремя выплату процентов, тогда обычная дата регистрации отменяется. Выплата просроченных процентов происходит согласно статье 307 бездокументарной версии типового соглашения об эмиссии долговых обязательств.